# Список монорельсов
Действующие монорельсы обозначены жирным шрифтом. В списке указывается тип монорельса, например парковый, аэропортный, городской (выполняющий функции общественного транспорта). Если не указано особо, то на монорельсе используется электрическая тяга.

Ниже приводится список монорельсов мира. Системы, фактически полноценным метро не являющиеся, но, тем не менее, часто называемые монорельс, выделены курсивом.

## Европа

### Великобритания
- Beaulieu (Великобритания) — экскурсионный, 1,6 км, 2 станции, открыт в 1974 году.
- Alton (Великобритания) — соединяет парковку со входом в парк развлечений Alton Towers, 3,2 км, 2 станции. Открыт на этом месте в 1987 году (до этого обслуживал Экспо-86 в Ванкувере, был перенесён в разобранном виде)
- Честерский зоопарк (Великобритания) — парковый, 1,5 км, 2 станции, открыт в 1991 году, закрыт 3 сентября 2019 года.

### Германия
- Вупперталь (Германия) — подвесной городской монорельс, 13,3 км, 20 станций, открыт в 1901 году: Вуппертальская подвесная дорога
- Дортмунд (Германия) — подвесной городской монорельс в университетском городке, 3 км, 5 станций, открыт в 1984 году.
- парк развлечений Europa Park (Германия) — парковый, 2,5 км, 3 станции, открыт в 1996 году.
- Магдебург (Германия) — парковый, 2,8 км, 2 станции, открыт в 1999 году, закрыт в 2014 году.
- Дюссельдорф (Германия) — подвесной монорельс  в аэропорту, 2,5 км, 3 станции, открыт в 2002 году

### Италия
- парк развлечений Mirabilandia в Равенне (Италия) — парковый, 2 км, 2 станции, открыт в 1999 году.

### Ирландия
- Баллибунион (Ballybunion) и городом Листоуэл (Listowel) (Ирландия) — междугородный, на паровой тяге, 9,5 миль, 1888—1924. См. Монорельс системы Лартига

### Россия
- Москва (2004 — 2025) : Московский монорельс — городской, 4,7 км, 6 станций, открыт (в экскурсионном режиме) 20 ноября 2004 года. Переведён в транспортный режим 10 января 2008 года. 23 января 2017 года в возобновлено движение поездов в экскурсионном режиме. 27 июня 2025 года был закрыт.

## Азия

### Китай
- Чунцин : Чунцинский монорельс (2005) — в составе метрополитена, 3 линии, 97,3 км, 70 станций ( 1-я линия 31,3км 25станций; 2-я линия 56,1 км с 39 станциями; 3-я линия 9,9 км с 6 станциями.)
- Иньчуань (2017)
- Уху : Метрополитен Уху (2021)
- Ухань :Оптическое долина Неборельс (2023)

### Малайзия
- Куала-Лумпур с 2003 года — в составе метрополитена, 1 линия, 8,6 км, 11 станций

### Туркменистан
- Ашхабад: Ашхабадский монорельс с 2016 года — 1 линия в Олимпийском городке, 5,2 км, 8 станций[1][2][3]

### Объединённые Арабские Эмираты
- Дубай : Дубайский монорельс (2009) — городской, 1 линия, 5,45 км, 4 станции

### Япония
- Токийский монорельс (1964): соединяет станцию Хамамацутё с международным аэропортом Ханэда
- Камакура — Фудзисава : «Шонан Монорейл» (1970) — междугородный, 1 линия, 6,6 км, 8 станций
- Тиба : «Тиба Урбан Монорейл» (1988) — городской, 2 линии, 15,2 км, 18 станций
- Наха : «Юи Рейл Наха Сити Монорейл» (2003) — городской, 1 линия, 12,8 км, 15 станций

### Республика Корея
- Монорельс Тэгу (2015) : городской, 1 линия, 24 км, 30 станций

## Африка

### Египет
- Каир - Каирский монорельс

## Северная Америка

### Канада
Торонто (Канада) - аэропорт Пирсона: соединяет терминалы аэропорта друг с другом и с автомобильной стоянкой. Открыта в 2006. Считается первой североамериканской монорельсовой системой за пределами США.

### США
- Монорельс Джексонвилла
- Монорельс Лас-Вегаса — городской, с 2004г., 6,3 км, 7 станций
- Монорельс (metromover) Майами
- Монорельс Сиэтла

## Австралия

### Австралия
- Сидней: Сиднейский монорельс действовал с июля 1988 года по июнь 2013 года. Полностью разобран. Городской, 3,6 км, 8 станций
- Голд-Кост: Монорельс Броадбич. Связывает побережье, торговый центр и казино, 1,3 км, 3 станции.